# 韩国铁道公社341000系电力动车组
韩国铁道公社341000系电力动车组（：／）和韩国铁道公社351000系电力动车组（：／），是韩国铁道公社的一款通勤型电力动车组，在首都圈电铁4号线、首都圈電鐵水仁·盆唐線运营。最初編號為2030系，目前已经变为341000系和351000系。

## 概况
2030系电力动车组是广域电铁的列车，是交直两用车辆，一共分为3批，由现代Rotem、韩进重工业、大宇重工业、现代Mobis负责生产，在1993年7月正式使用。现在运行于盆唐线、水仁线、首都圈电铁4号线的安山线、果川线区间（为25000V、60Hz交流电区间），亦包括首尔地铁营运的首尔地铁4号线（为1500V直流电区间）。列车客室车门为氣動/電動内藏门，每节车厢共4对车门，列车在两端设有紧急出口。目前运行于盆唐线、水仁线的为6编组，运行于首都圈电铁4号线的为10编组，配属于始兴车辆基地和盆唐车辆基地。在2011年4月，运行于首都圈电铁4号线的列车的型号开始更改为341000系，运行于盆唐线、水仁线的列车的型号开始更改为351000系。

## 列车使用技术
本款列车的VVVF由日本东芝生产，参考了新干线300系电力动车组，使得本款列车亦成为韩国铁道公社及韩国首都圈电铁的首款使用VVVF控制的列车，在1993年8月开始服役的首尔地铁4000系亦是采用了相同的控制装置。较韩国铁道1000系相比，可节省较多电能。

## 列车内部
列车客室首次安装有LED显示屏，驾驶室操纵台安装有列车综合信息系统(TGIS)，可以查看各设备的实际运作情况。

## 使用情况

### 第1代
第1代列车在1993年至1999年开始陆续使用，在首都圈电铁4号线的编号为34101~34125，共250辆；在盆唐线的编号为35101~35122，共132辆。在2003年2月18日大邱地铁纵火案发生后，列车材料全部改为了防火材料。目前，所有列车均已退役。

### 第2代
首都圈电铁4号线的编号为34126~34130，共50辆；
盆唐线的编号为35123~35128，共48辆。本批列车的外观与韩国铁道311000系第2代有较多相似之处。在2003年2月18日大邱地铁纵火案发生后，列车材料全部改为了防火材料。
值得一提的是，34126~34130車門的車窗仍採用第一代面積較小的設計并且车门全部有韩国铁道100周年的标志。
目前4号线列车已全部退役。

### 第3代
第3代列车是盆唐线的南延伸段开通至网浦站、北延伸段开通至往十里站以及水仁线部分开通的情况下，开始陆续投入使用的，在盆唐线的编号为35129~35143、35161~35183，共120辆。本款列车的外观与361000系相似，内部加装有液晶电视；車門改為以電動方式驅動。
值得一提的是，35134~35143的中间车为321000系在6编组改造中，调拨给351000系的。其中35161~35172曾在2013年-2014年京义线列车重组期间为首都圈电铁京义线服务。
盆唐线列车从此代开始由3M3T改为4M2T，提高梧里站和首尔林站上坡时的速度。

## 運行區間

### 341000系（4号線用）
- 首都圈电铁4号線
  - 首爾交通公社4号線
    - 堂嶺～南泰嶺

  - 果川線
    - 衿井～南泰嶺

  - 安山線
    - 衿井～烏耳島

  - 榛接線（在仓洞车辆基地搬迁后开始运营此段）
    - 堂嶺～榛接

### 351000系（水仁·盆唐線用）
- 盆唐線
  - 往十里～水原
- 水仁線
  - 烏耳島～仁川
- 水仁·盆唐線（2020年9月12日起）
  - 往十里～仁川
  - 清凉里～往十里

## 编组
|          | ←烏耳島方向堂嶺方向→ 2030→341000 |                   |                   |                   |                   |                   |                   |                   |                   |                    |
| 車廂編號 | 1                                | 2                 | 3                 | 4                 | 5                 | 6                 | 7                 | 8                 | 9                 | 10                 |
| 集電弓   |                                  |                   | ◇◇/<>             |                   | ◇◇/<>             |                   |                   |                   | ◇◇                |                    |
| 形式區分 | (20XX→)3410XX (Tc)               | (22XX→)3411XX (M) | (23XX→)3412XX (M) | (28XX→)3413XX (T) | (25XX→)3414XX (M) | (24XX→)3415XX (T) | (29XX→)3416XX (T) | (26XX→)3417XX (M) | (27XX→)3418XX (M) | (21XX→)3419XX (Tc) |
| 动力单元 | 单元1                            | 单元1             | 单元1             | 单元2             | 单元2             | 单元2             | 单元2             | 单元3             | 单元3             | 单元3              |
| 其他設備 |                                  |                   |                   |                   |                   |                   |                   |                   |                   |                    |
| 安裝機器 | SIV,CP,BT                        | VVVF              | VVVF,Mtr          |                   | VVVF,Mtr          | SIV,CP,BT         |                   | VVVF              | VVVF,Mtr          | SIV,CP,BT          |
| 車輛重量 | 33.0t                            | 38.0t             | 42.0t             | 27.5t             | 42.0t             | 32.0t             | 27.5t             | 38.0t             | 42.0t             | 33.0t              |
| 載客量   | 148人                            | 160人             | 160人             | 160人             | 160人             | 160人             | 160人             | 160人             | 160人             | 148人              |

|          | ←水原・仁川方向往十里・烏耳島方向→ 2030→351000 |                   |                   |                      |                   |                    |
| 車廂編號 | 1                                              | 2                 | 3                 | 4                    | 5                 | 6                  |
| 集電弓   |                                                |                   | ◇◇/<>             |                      | ◇◇/<>             |                    |
| 形式區分 | (20XX→)3510XX (Tc)                             | (22XX→)3511XX (M) | (23XX→)3512XX (M) | (28XX→)3513XX (T)(M) | (25XX→)3514XX (M) | (21XX→)3519XX (Tc) |
| 动力单元 | 单元1                                          | 单元1             | 单元1             | 单元2                | 单元2             | 单元2              |
| 其他設備 |                                                |                   |                   |                      |                   |                    |
| 安裝機器 | SIV,CP,BT                                      | VVVF              | VVVF,Mtr          | (VVVF,Mtr)           | VVVF,Mtr          | SIV,CP,BT          |
| 車輛重量 | 33.0t                                          | 38.0t             | 42.0t             | 27.5t                | 42.0t             | 33.0t              |
| 載客量   | 148人                                          | 160人             | 160人             | 160人                | 160人             | 148人              |

範例
- VVVF：主控制裝置（VVVF變頻器）
- Mtr：主變壓器
- SIV：靜式變流器
- CP：電動空氣壓縮機
- BT：蓄電池

## 列车图片

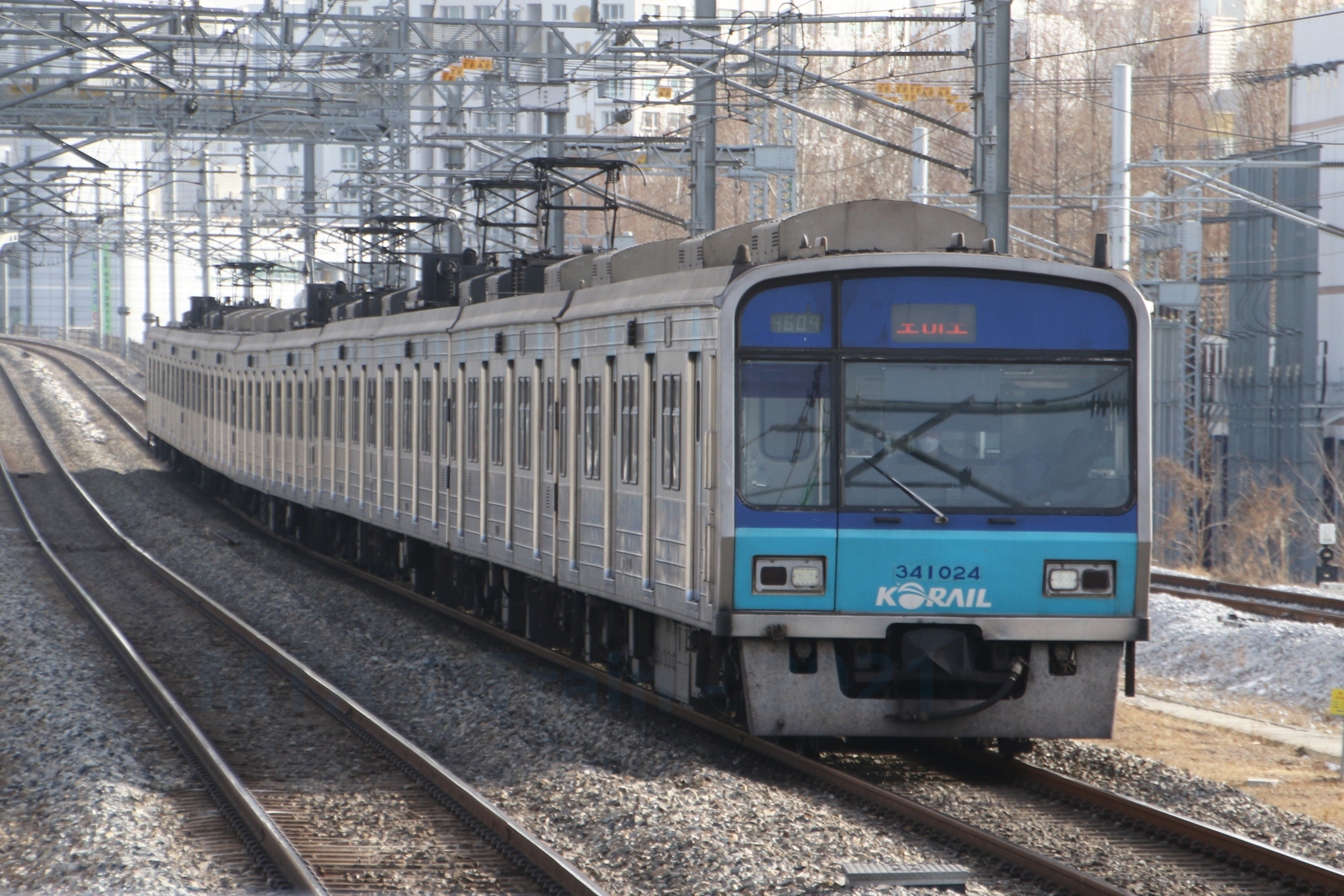
34124号列车（已退役）
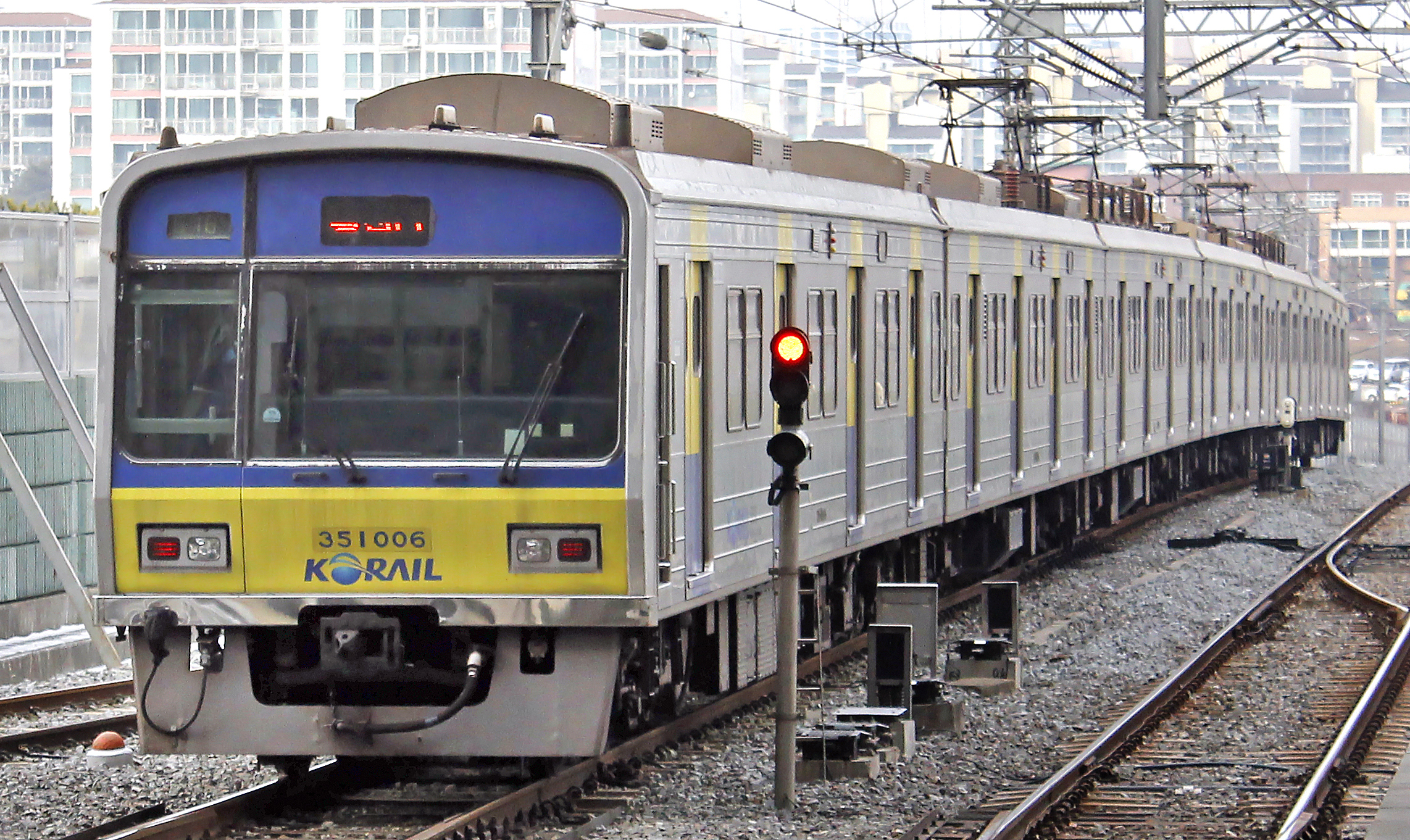
35106号列车（已退役）
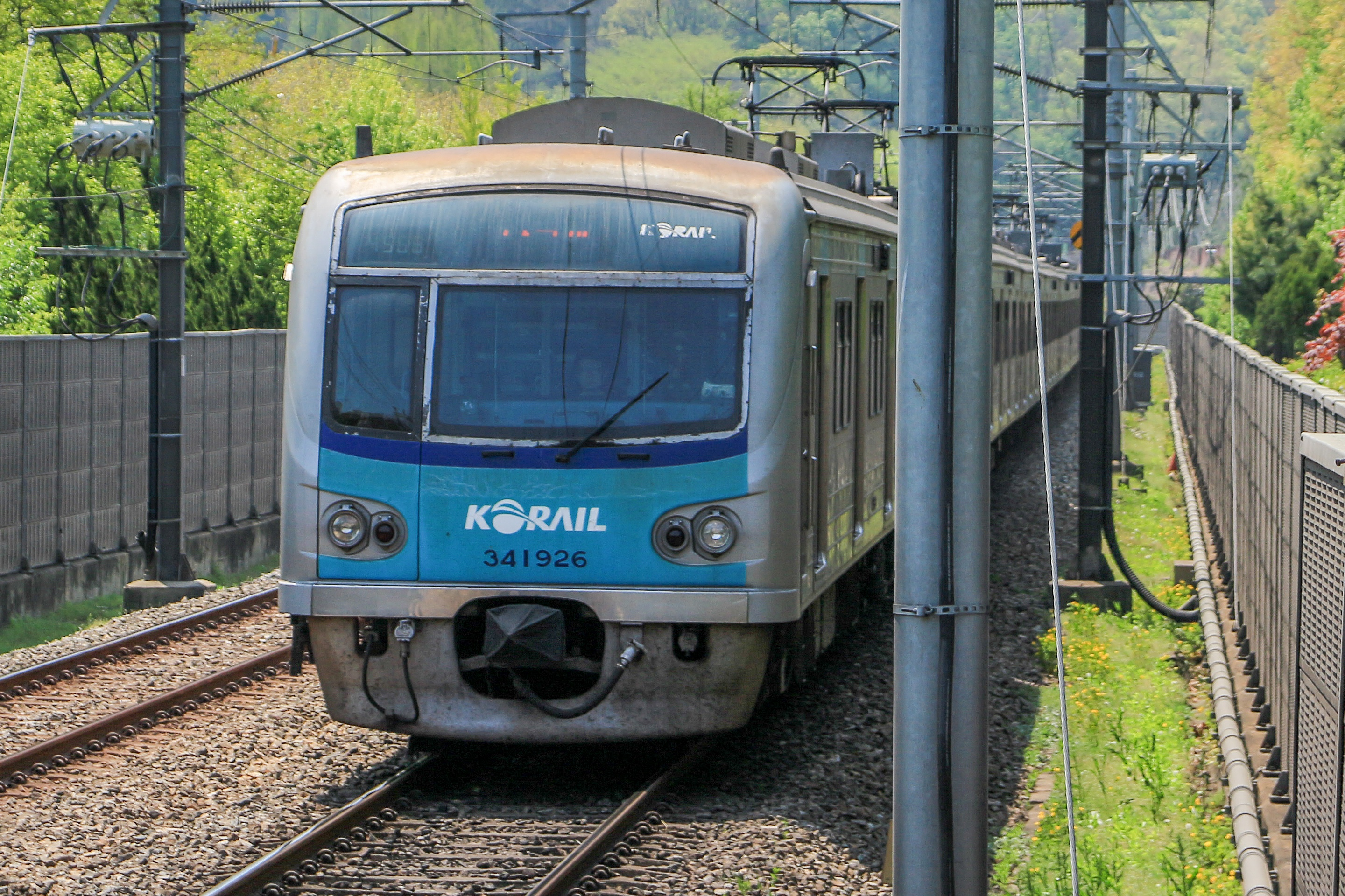
34126号列车（已退役）
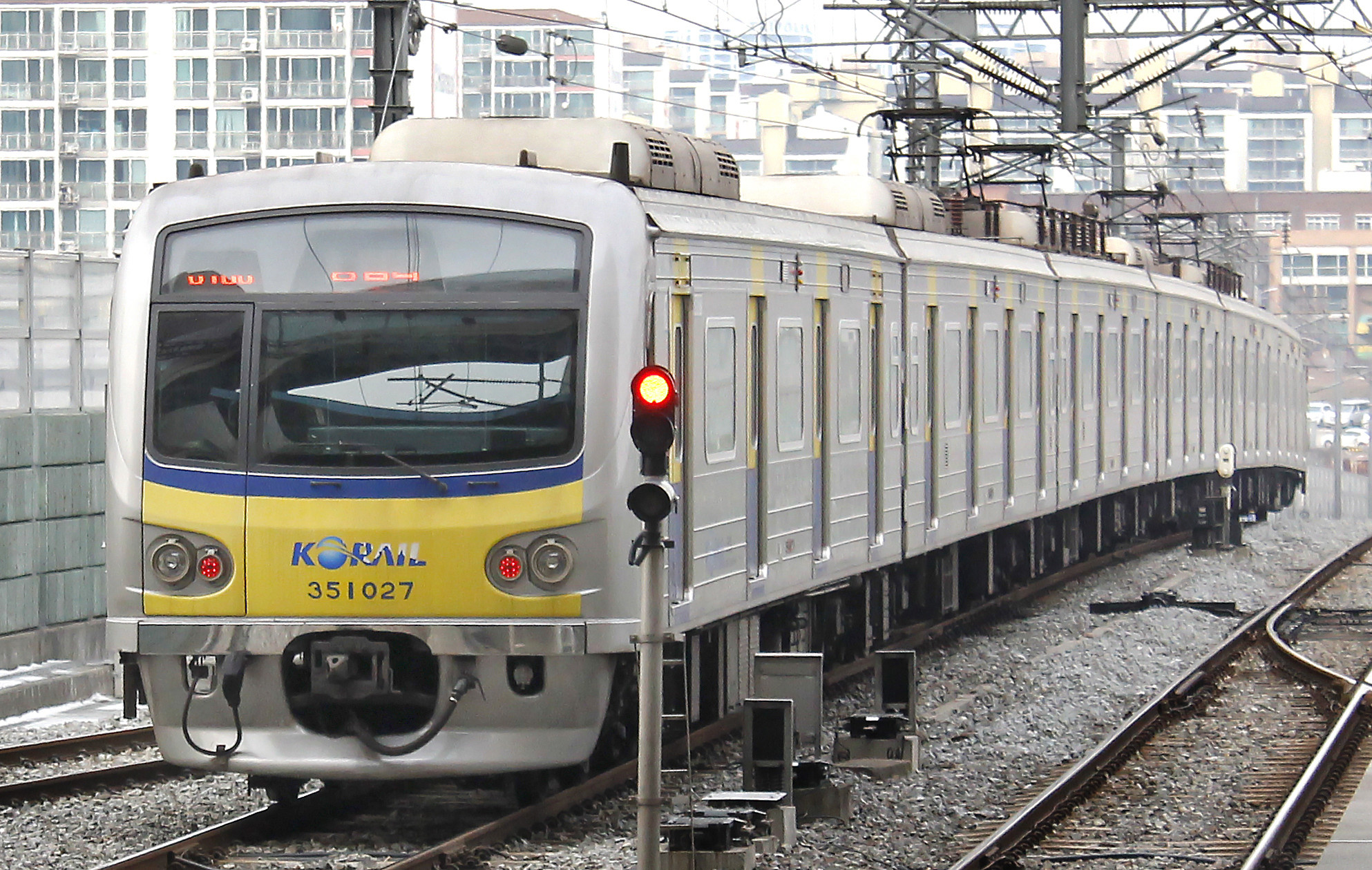
35127号列车
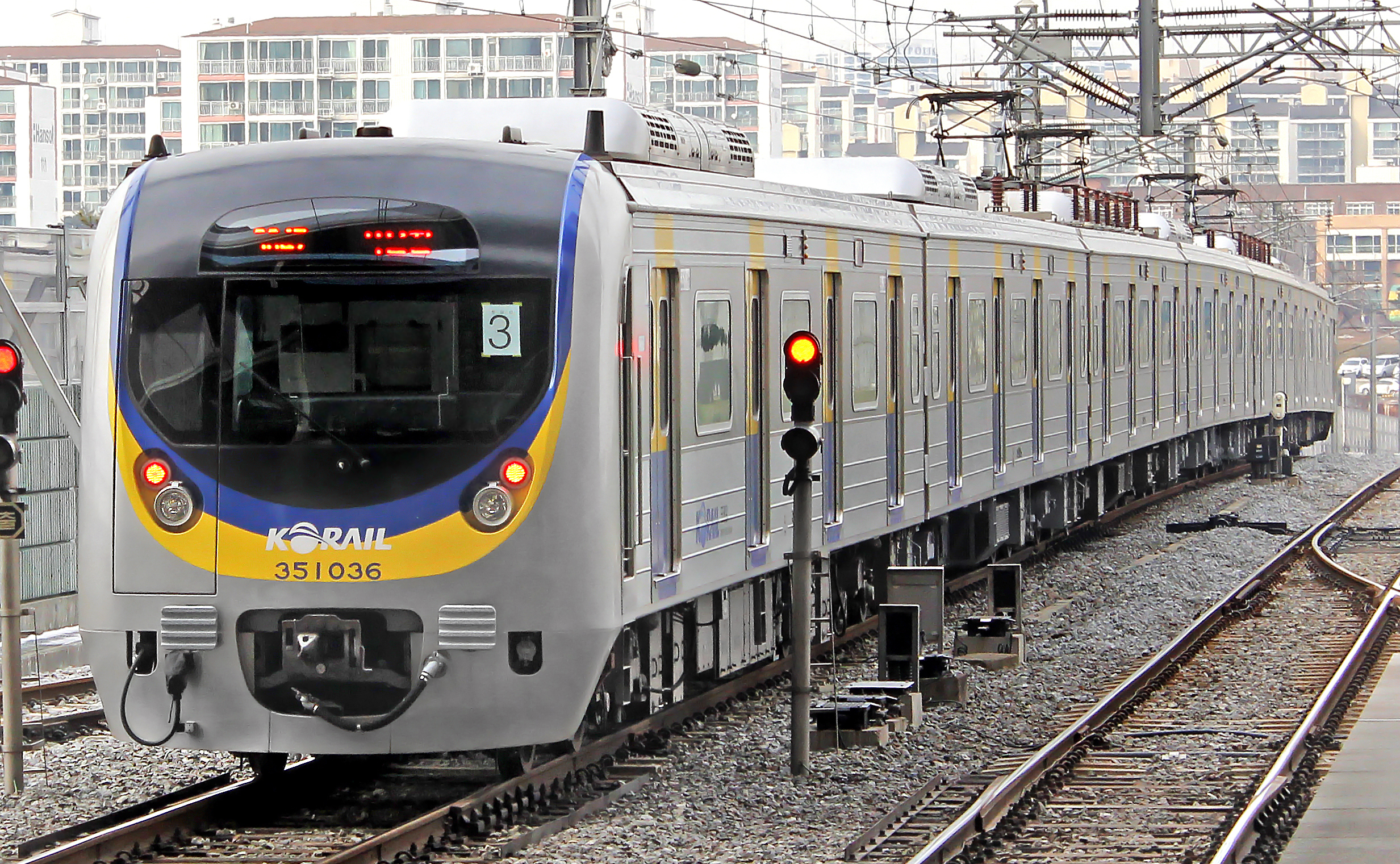
35136号列车
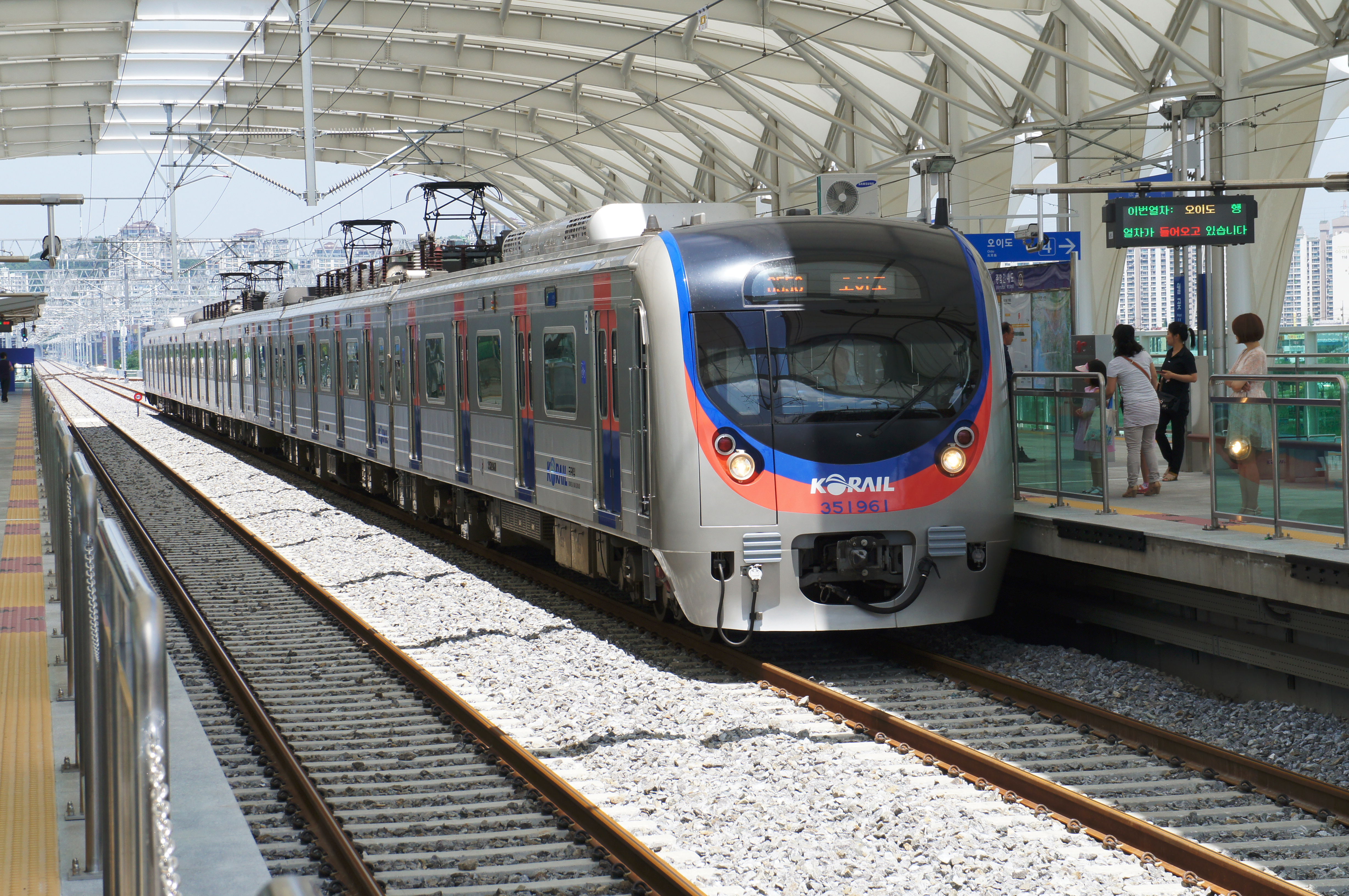
35161号列车
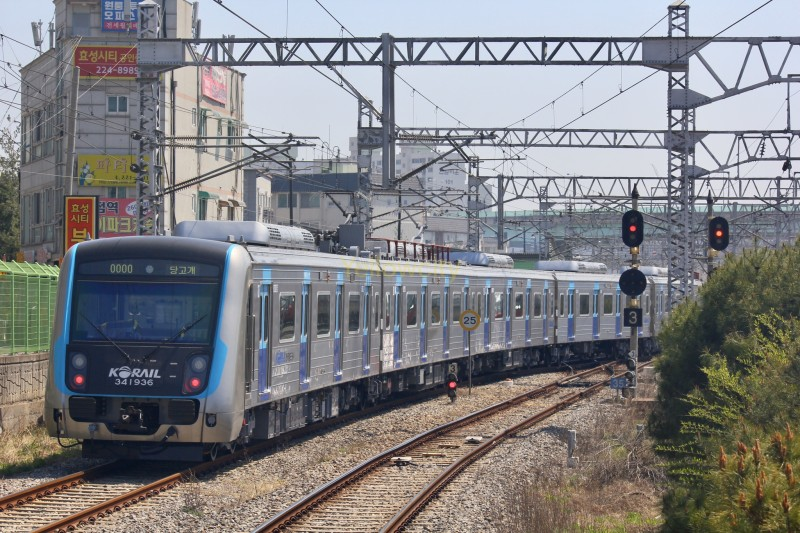
34136号列车
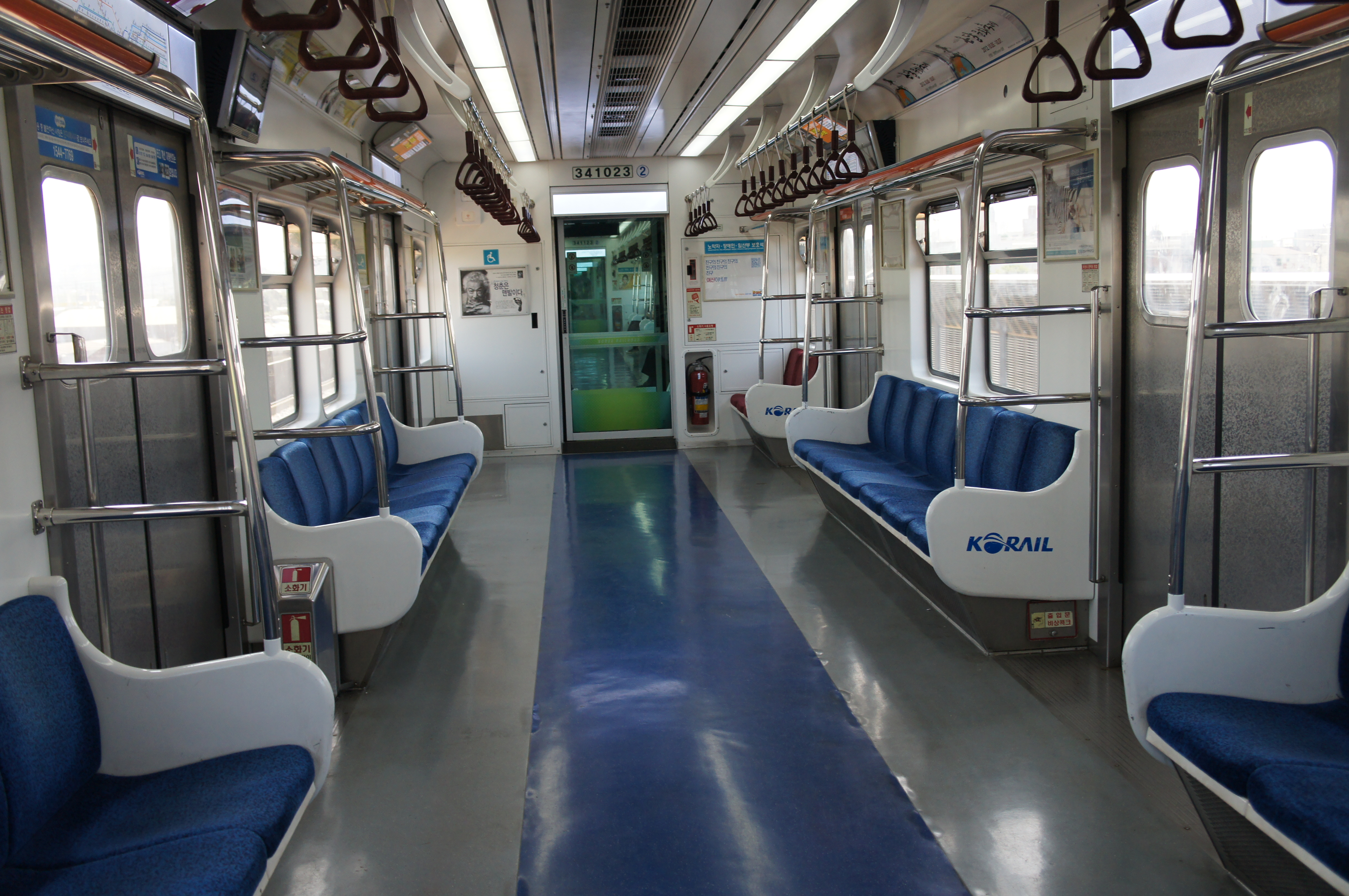
34123号列车内部（已退役）
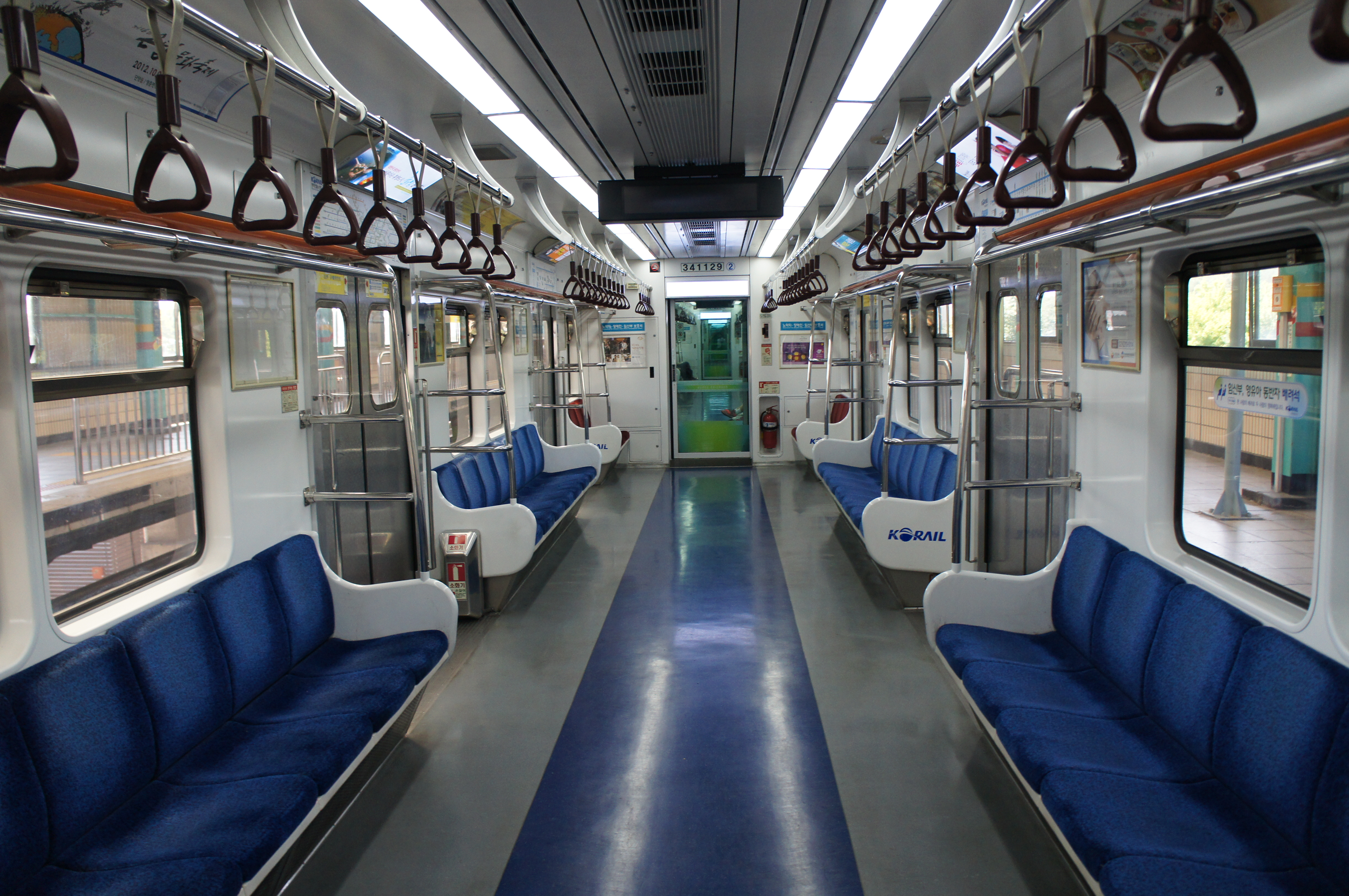
34129号列车内部（已退役）
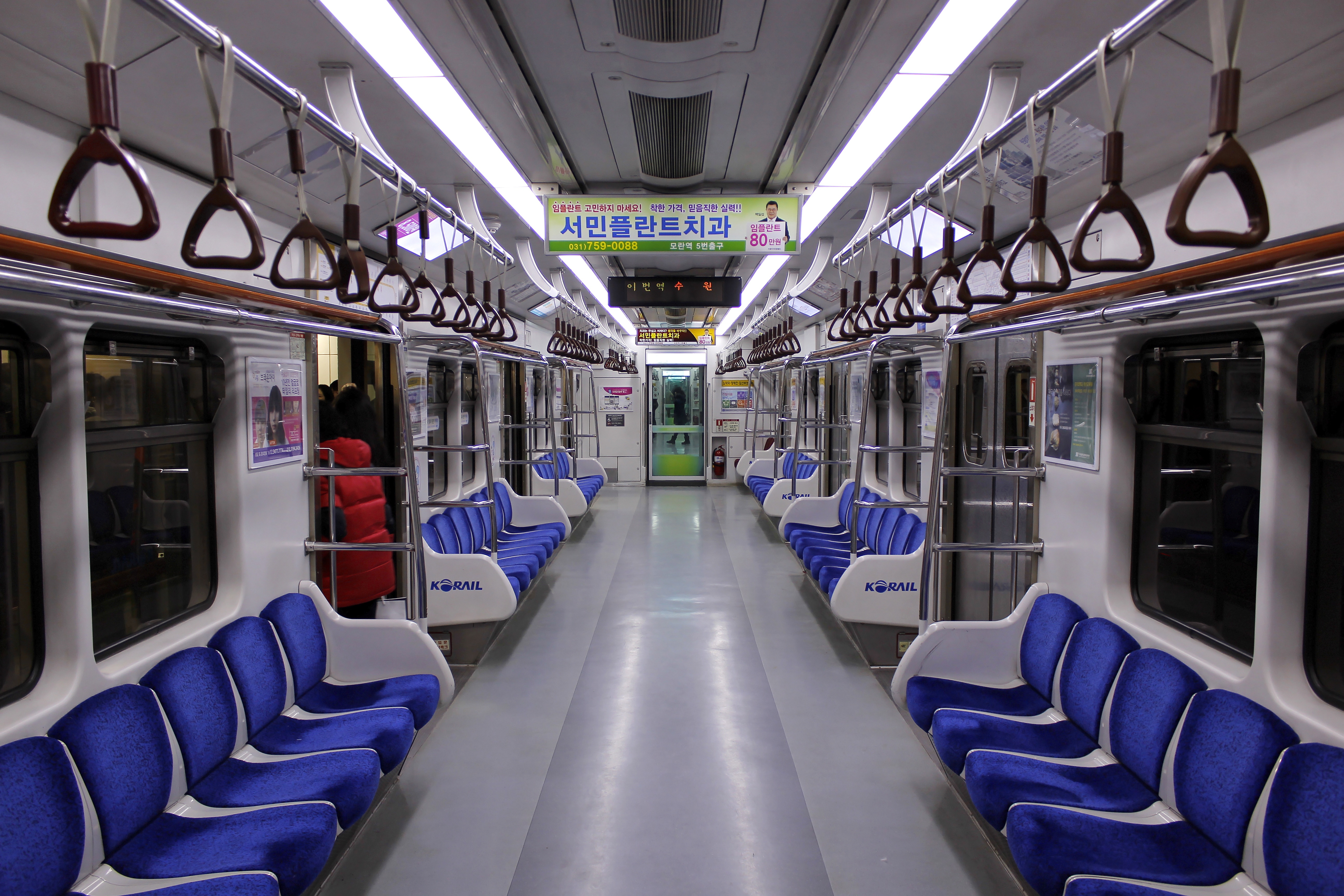
35121号列车内部（已退役）
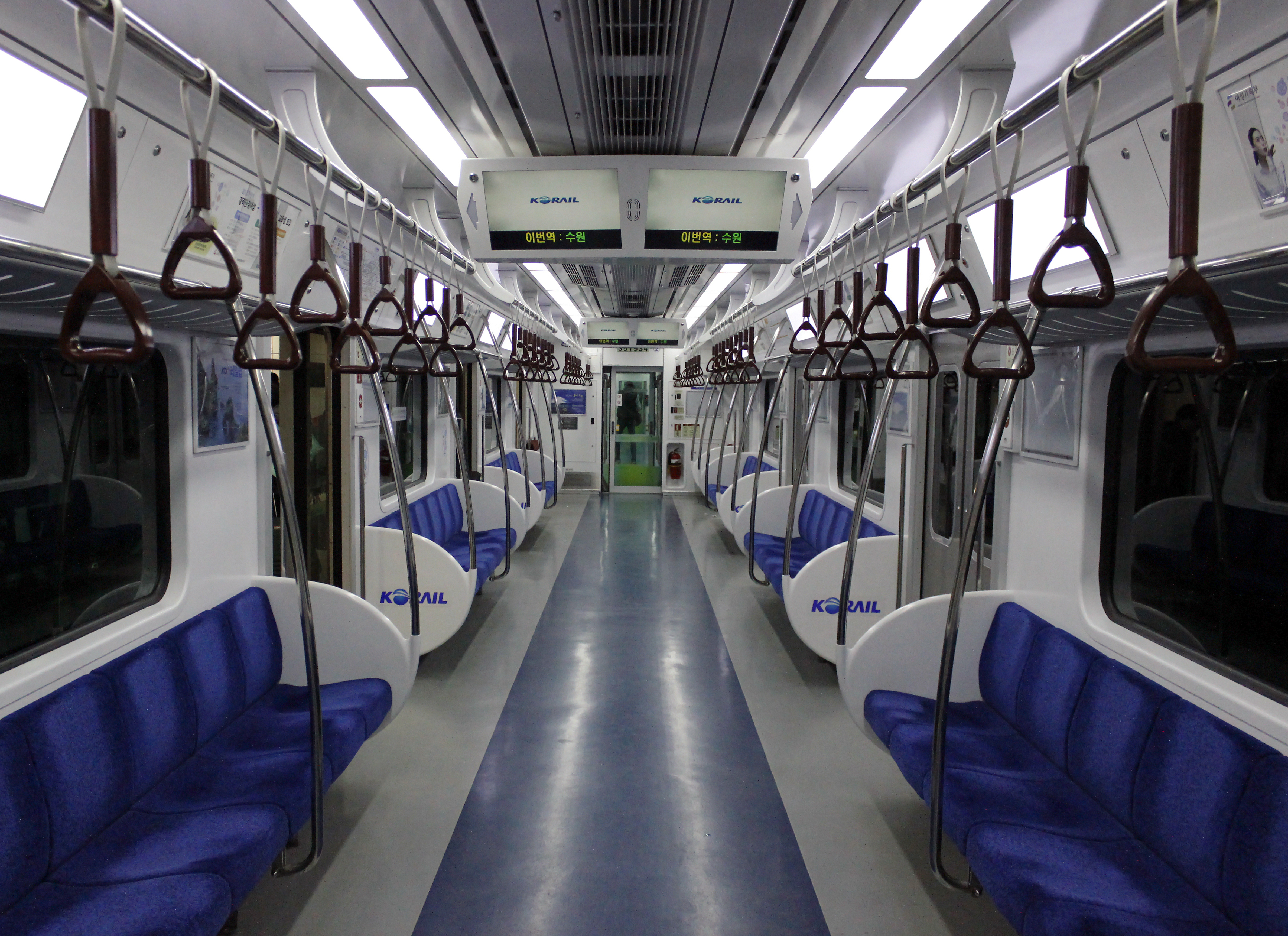
35134号列车内部
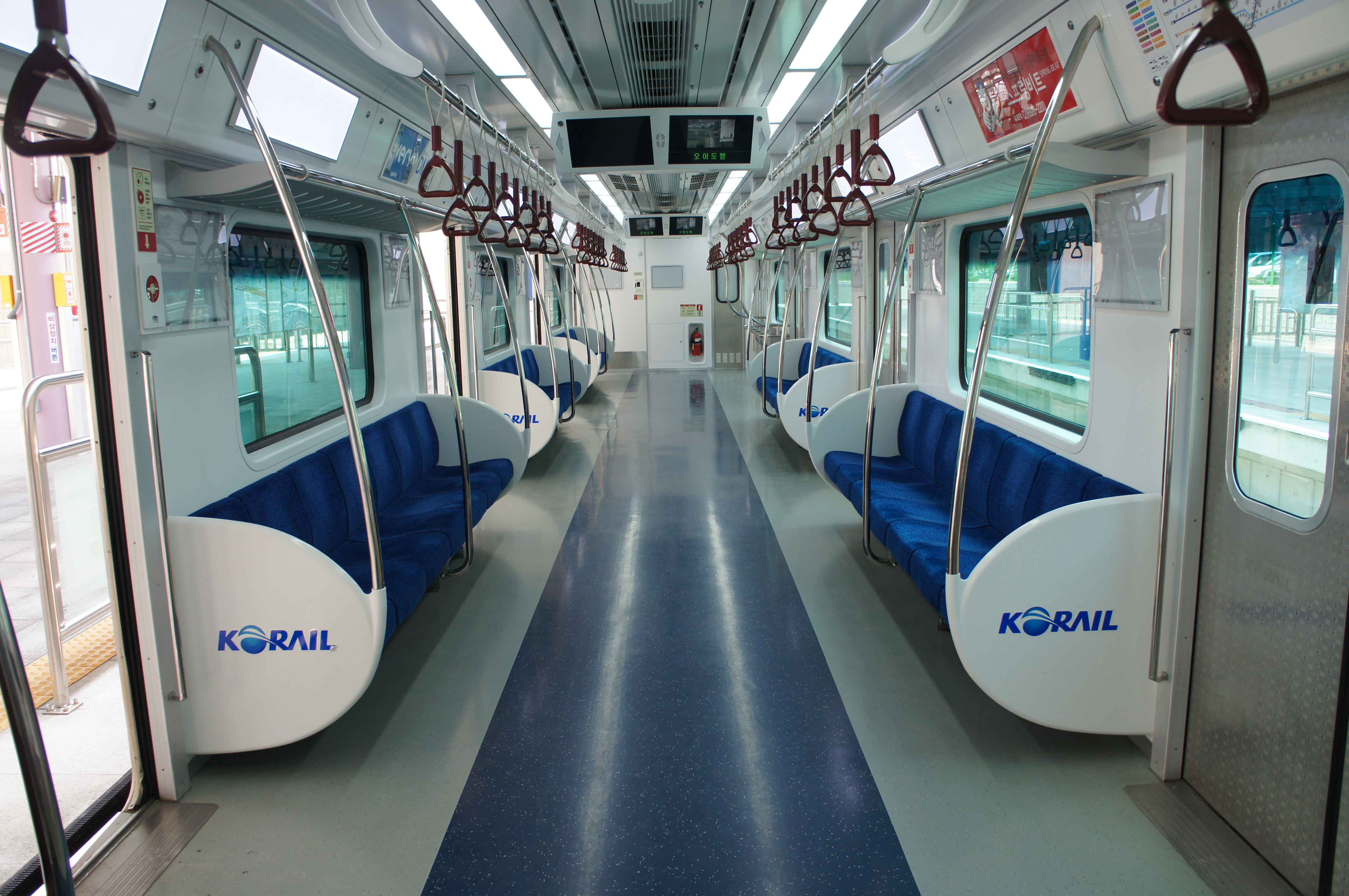
35163号列车内部

## 列车当前配属
- 始兴车辆基地：34131~34160、35161~35172、35179~35183
- 盆唐车辆基地：35123~35160

## 改造工程
至2003年开始，对34101, 34103, 34105、34108、34114, 34118~34123, 341x25、34126, 35101~35108、35110、35113、35115、35116、35119, 35125的制御裝置改為IGBT-VVVF。2004年，又对所有的踏面制动装置进行改装。主要改装工程由SLS重工业负责。

## 事故
2011年4月23日，一列编号为35115的列车在盆唐线梧里站与宝亭站之间发生出轨事故，导致服务中断6小时。